# Svampätarbaggar
Svampätarbaggar (Myxophaga) är en underordning i ordningen skalbaggar med fyra familjer.
Dessa djur lever i vatten och livnär sig av alger. Namnet är därför lite missvisande.

## Familjer
- Hydroscaphidae
- Lepiceridae
- Sandstrandsbaggar (Sphaeriusidae eller Microsporidae)
- Torridincolidae